# Militärgeschichte der Stadt Herford

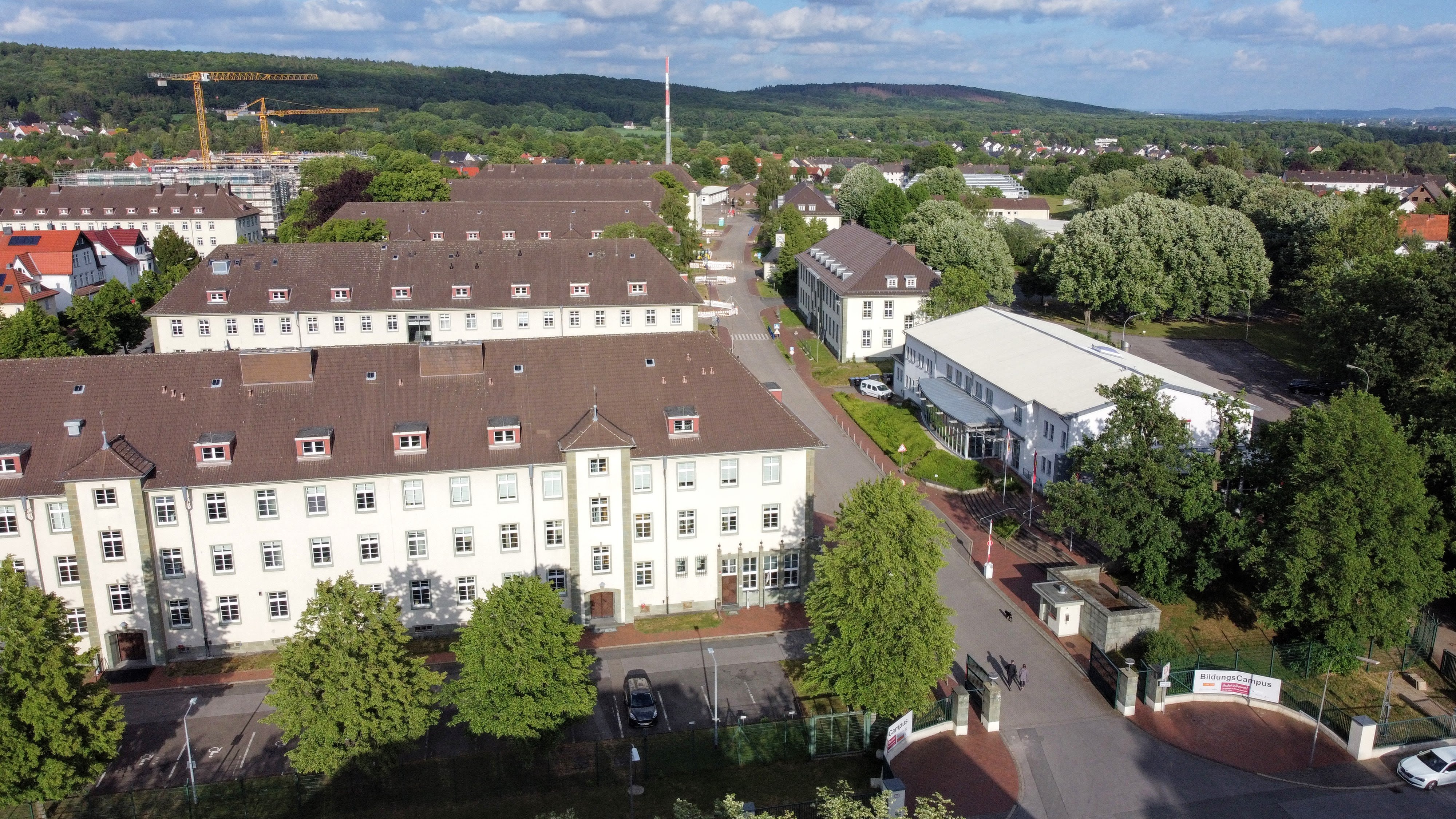
Die ehemalige Wentworth-Kaserne und hinten links neben den Wohnhäusern Teile der ehemalige Hammersmith-Kaserne im Mai 2020

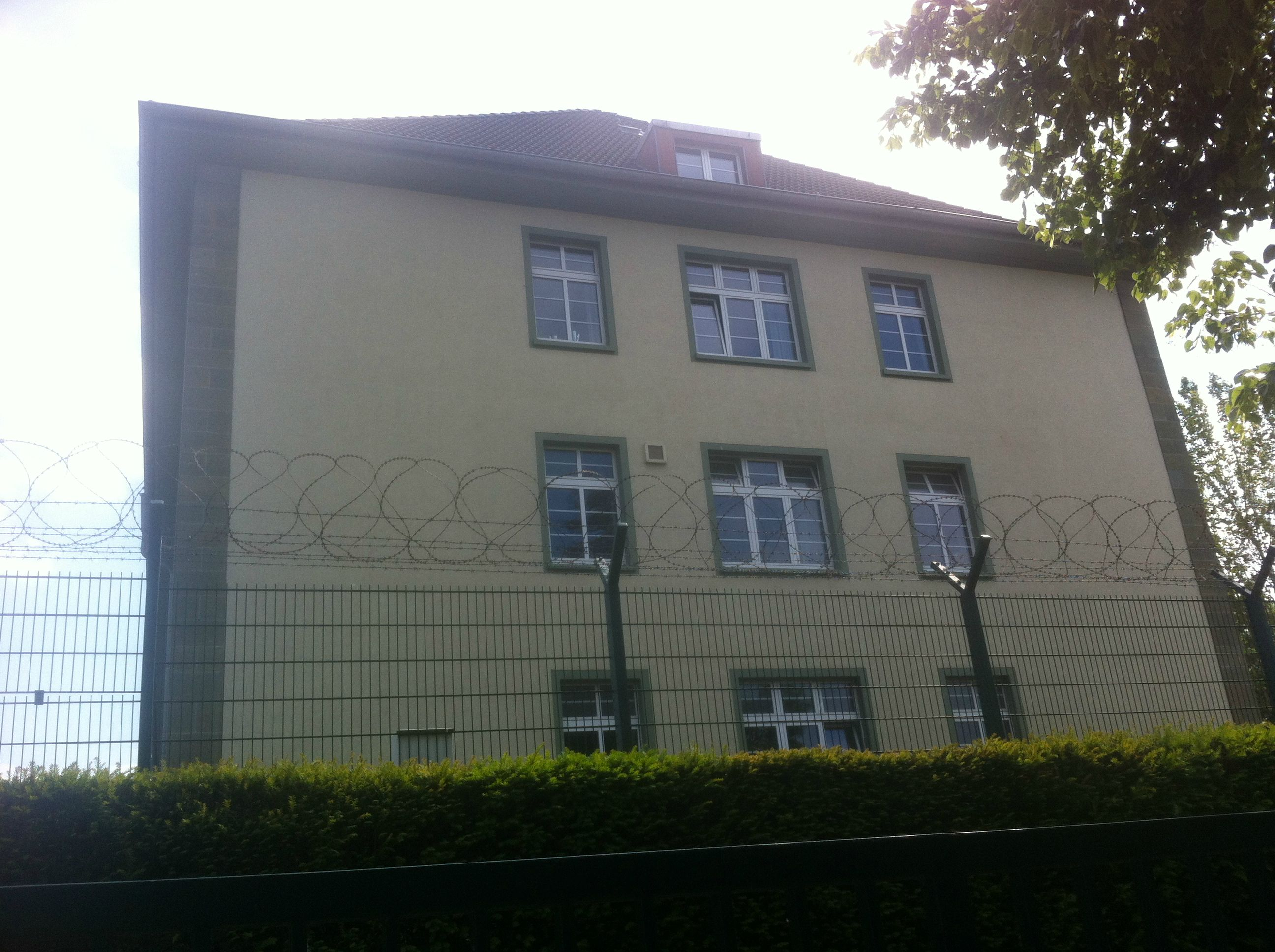
Kasernengebäude in Herford

Die Militärgeschichte der Stadt Herford lässt sich bis ins 18. Jahrhundert zurückverfolgen. Sie erhebt keinen Anspruch auf Vollständigkeit. In der ostwestfälischen Stadt Herford waren Einheiten der preußischen Armee (ab 1871 im Rahmen des deutschen Heeres), des Heeres der Wehrmacht und nach dem Zweiten Weltkrieg der Britischen Rheinarmee stationiert. Die Bundeswehrverwaltung unterhielt hier ein Kreiswehrersatzamt. Seit 2016 befindet sich keine militärische Einrichtung mehr in der Stadt.

## Preußische Armee
Das 1683 in Ostpreußen aufgestellte Regiment mit dem späteren Namen Altpreußisches Infanterieregiment No. 10 (1806) lag ab 1714 in der westfälischen Grafschaft Ravensberg in Garnison: Je ein Bataillon in Bielefeld und in Herford. Seinen Ersatz bezog es aus der Grafschaft Ravensberg, zum Teil auch aus dem benachbarten Fürstentum Minden.
Herford war auch einer der Stationierungsorte des Altpreußischen Infanterieregiments No. 13, das zwischen 1685 und 1806 bestand.
Das Magdeburgische Husaren-Regiment Nr. 10 wurde im Juni 1814 nach Westfalen abkommandiert, wo es unter Führung des Generals Tauentzien stand. Es war im Raum Minden, Ravensberg und Lippstadt stationiert, später verlegte es in die Gegend von Höxter und Herford.
Das Füsilierbataillon des Infanterie-Regiments „Prinz Friedrich der Niederlande“ (2. Westfälisches) Nr. 15 wurde Anfang 1816 von Saarbrücken nach Herford verlegt.
Das 1860 aufgestellte Infanterie-Regiment „Graf Bülow von Dennewitz“ (6. Westfälisches) Nr. 55 lag unter anderem auch in Herford in Garnison.
Im Ersten Weltkrieg wurde im September 1914 das Infanterie-Regiment „Graf Barfuß“ (4. Westfälisches) Nr. 17 stationiert und 1915 wurden Massenquartiere für Soldaten in Schulen, Fabriken, Gaststätten und im Stadttheater eingerichtet. Zeitweise waren bis zu 2400 Soldaten in der Stadt untergebracht.
Ab August 1914 gab es auch mehrere Lazarette in Waisenhäusern, im Schützenhof und in den Krankenhäusern.
Das 1. Westfälische Feldartillerie-Regiment Nr. 7 wurde nach Kriegsende ab 13. Dezember 1918 in Herford demobilisiert.

## Wehrmacht
Im Oktober 1934 wurde bei der Aufrüstung der Wehrmacht mit dem Bau der drei heute noch bestehenden Kasernenanlagen begonnen.

### Estorff-Kaserne
In die Kaserne zwischen Vlothoer Straße und Stiftskamp zog am 3. Oktober 1935 das 1. Bataillon des Infanterie-Regiments 58 der 6. Infanterie-Division ein. Regimentskommandeur war Oberst von Döhren, ihm folgte am 1. Februar 1937 bis Kriegsbeginn Oberst Windeck. Es handelte sich um ein ehemaliges Ausbildungsbataillon des Infanterieregiments Osnabrück. Das Regiment war schon ab Oktober 1934 provisorisch in zwei leerstehenden Herforder Fabrikgebäuden untergebracht. Am 17. Juli 1938 erhielt die Kaserne den Namen Estorff-Kaserne nach einem Kommandeur des ehemaligen Infanterie-Regiments 17 Generalleutnant Ludwig von Estorff, das während des Ersten Weltkriegs in Herford stationiert war.

### Stobbe-Kaserne
Die Kaserne zwischen der Vlothoer Straße und der Stadtholzstraße wurde in den Jahren 1936/37 errichtet. Im Herbst 1937 zogen dort zwei Ergänzungsbataillone des Infanterie-Regiments 58 ein. Die Kaserne wurde ebenfalls nach einem Kommandeur des ehemaligen Infanterie-Regiments 17 benannt, dem Generalleutnant Otto Stobbe.

### Otto-Weddigen-Kaserne
In der Kaserne an der Mindener Straße war ab 16. Oktober 1935 die Panzer-Abwehrabteilung 6 der 6. Infanterie-Division stationiert. Sie erhielt im Juli 1938 in Anwesenheit der Familie Weddigen und einer Marineabordnung den Namen Otto-Weddigen-Kaserne.

## Britische Rheinarmee

### Übernahme der drei vorhandenen Kasernen
Am 3. April 1945 erreichte die 5. US-amerikanische Panzerdivision auf ihrem Vormarsch die heutige Bundesautobahn 2 auf der Höhe von Herford und setzte ihren Weg Richtung Weser fort. Damit endete im Ravensberger Land das nationalsozialistische Regime. Ihnen folgten die britischen Alliierten.
Im Zuge der Aufteilung der Besatzungsgebiete wurde das Stadtgebiet von der Britischen Rheinarmee übernommen. Sie zog in die drei Kasernen ein, die anschließend zu Hammersmith- (vormals Estorff-), Wentworth- (vormals Stobbe-) und Harewood Barracks (vormals Otto-Weddigen-Kaserne) umbenannt wurden.
Die Hammersmith Barracks wurden nach dem Londoner Stadtteil Hammersmith im Borough of Hammersmith and Fulham benannt. Die Wentworth Barracks erhielten ihren Namen nach General Thomas Wentworth, 1. Earl of Cleveland (1591 – 25. März 1667), der im englischen Bürgerkrieg für König Charles I. gefochten hatte. Die Harewood Barracks wurden nach General Henry George Charles Lascelle, 6th Earl of Harewood, KG, GCVO, DSO, TD benannt, der im Ersten Weltkrieg das 3rd Bn Grenadier Guards befehligte; er war der Ehemann Princess Mary, der einzigen Tochter von König Georg V.

### Hauptquartier des Britischen Geheimdienstes in der britischen Zone
Mitte 2018 fand ein Forscher der Universität Leeds heraus, dass sich in Herford zwischen 1946 und 1951 das Hauptquartier des britischen Geheimdienstes in der britischen Zone befunden haben soll. Das geht aus Unterlagen des Herforder Kommunalarchivs sowie aus britischen Geheimakten hervor, die zum Teil erst wenige Monate zuvor freigegeben worden waren. Der Sitz der Einheit war im Haus Bielefelder Straße 6, von wo aus mehrere große Aktionen gesteuert wurden. Die Geheimdienstmitarbeiter, die sowohl in zivil, als auch in normalen Soldatenuniformen auftraten, sollten in der Nachkriegszeit die politische Stimmung in ganz Deutschland erfassen.
Ausgewertet wurden die Daten im Hauptquartier der britischen Einheit, die sich damals auf dem Gelände der Wentworth-Kaserne befand. Regelmäßigen Austausch gab es auch mit dem britischen Auslandsgeheimdienst MI 6, der damals einen Sitz im benachbarten Bad Salzuflen hatte.

### Britische Adresse des Standortes Herford
Wie alle britischen Militärstandorte erhielt auch Herford ein Militärpostamt. Die Adresse lautete BFPO 15, wobei BFPO die Abkürzung für British Forces Post Office ist. Weitere Informationen siehe unter Britische Feldpost in Deutschland im Kalten Krieg.

### Beschlagnahme von Privathäusern und Bau von Wohnsiedlungen
Der Stiftberg, in der Nähe der Kasernengelände an der Vlothoer Straße, wurde 1945 vom Stadtgebiet abgesperrt und sodann eine große Anzahl Privathäuser für die Familien der Soldaten und Offiziere beschlagnahmt. Sie wurden erst bis 1957 wieder zurückgegeben, nachdem in der Stadt mehrere Wohnsiedlungen für die Briten entstanden waren. Die erste Siedlung wurde 1949 an der Goethestraße errichtet. Weitere Wohngebiete gab es in den Bereichen Adlerstraße, Glatzer Straße, Birkenstraße und Alter Postweg. Einzelobjekte an der Lüderitzstraße, am Kattenschling, an der Brahmsstraße, am Stiftskamp und an der Schumannstraße wurden überwiegend von Offizieren mit ihren Familien bewohnt.

### Neubau Maresfield Barracks
Das 1952 von der Britischen Rheinarmee mitten im Stuckenberger Wald (Stadtholz) neu gebaute vierte Kasernengelände beiderseits der Stadtholzstraße in direkter Nachbarschaft zum Tierpark Waldfrieden wurde Maresfield Barracks genannt. Etwa ein Drittel des Kasernengeländes befand sich nordöstlich der Stadtholzstraße und zwei Drittel südwestlich, wobei die beiden Teile eine Fußgängerbrücke aus Stahl verband. Auf dem Gelände standen meist eingeschossige barackenähnliche Gebäude. Außerdem wurden dort die Panzer gewartet und gereinigt, die in den anderen Herforder Kasernen stationiert waren. Sie fuhren dafür häufig quer durch die Stadt. Von 1952 bis zuletzt war dort das 7th Signal Regiment stationiert.
Benannt waren die Maresfield Barracks nach dem Ort Maresfield in der Grafschaft Sussex.

### 11. Britische Panzerdivision
1952 war Herford Garnison der 11. britischen Panzerdivision (11th (UK) Armoured Division). Ihr unterstanden die Life Guards in Wolfenbüttel, die 3rd Hussars in Bielefeld, das 2nd Field Regiment RHA in Hildesheim, das 5th Field Regiment RHA in Osnabrück, das 53rd LAA Regiment RA in Lippstadt, das 26 Engineer Regiment in Hameln, das 11 Armoured Divisional Signal Regiment, die 33 Armoured Brigade (33. Panzerbrigade), Paderborn (später in Bad Lippspringe), 9th Lancers in Detmold, das 1st Royal Tank Regiment in Detmold, das 8th Royal Tank Regiment in Paderborn, das 1st Bn King’s Royal Rifle Corps, die 91st Lorried Infantry Brigade in Hilden, das 1st Bn Royal Lincolnshire Regiment, das 1 Bn Sherwood Foresters und das 1 Bn Royal Irish Fusiliers.

### 4. Britische Panzerdivision
Von Anfang der 1960er Jahre bis 1993 war in der Hammersmith-Kaserne das Hauptquartier der 4. Britischen Panzerdivision (4th Armoured Division) stationiert.

### Royal Scots Dragoon Guards
Von 1971 bis 1973 waren die Royal Scots Dragoon Guards in Herford stationiert, die mit dem Musikstück „Amazing Grace“ am 15. April 1972, die Spitzenposition der Singles-Charts in Großbritannien (und auch in Australien) erreichten. Ihr offizieller Name auf der Single war The Pipes and Drums and Military Band of the Royal Scots Dragoon Guards.

### Weitere britische Einheiten
Die meisten britischen Einheiten blieben nur zwischen einem und sechs Jahren in Herford stationiert. Daher waren im Laufe der 70 Jahre, in denen die britischen Streitkräfte in Herford waren, noch viele weitere Einheiten hier stationiert. So waren zum Beispiel die Royal Horse Guards von 1962 bis 1966 und das 1st Royal Tank Regiment von 1976 bis 1982 in der Harewood-Kaserne stationiert.

### Gallow’s Folk Club
Von 1972 bis 1984 befand sich in der Wentworth-Kaserne der „Gallow’s Folk Club“, wo zunächst nur britische Folkmusiker auftraten. Als im Laufe der Zeit immer mehr deutsche Gäste in den Club kamen, wurde der Begriff Folkmusik etwas weiter gefasst und es traten auch deutsche Musikgruppen auf, die neben englischsprachigen Songs auch deutsche Lieder vortrugen, die in die Rubrik Folklore fielen. Eine Zeit lang gehörte der Club zur Herforder Musikszene.

## Britische Streitkräfte in Deutschland

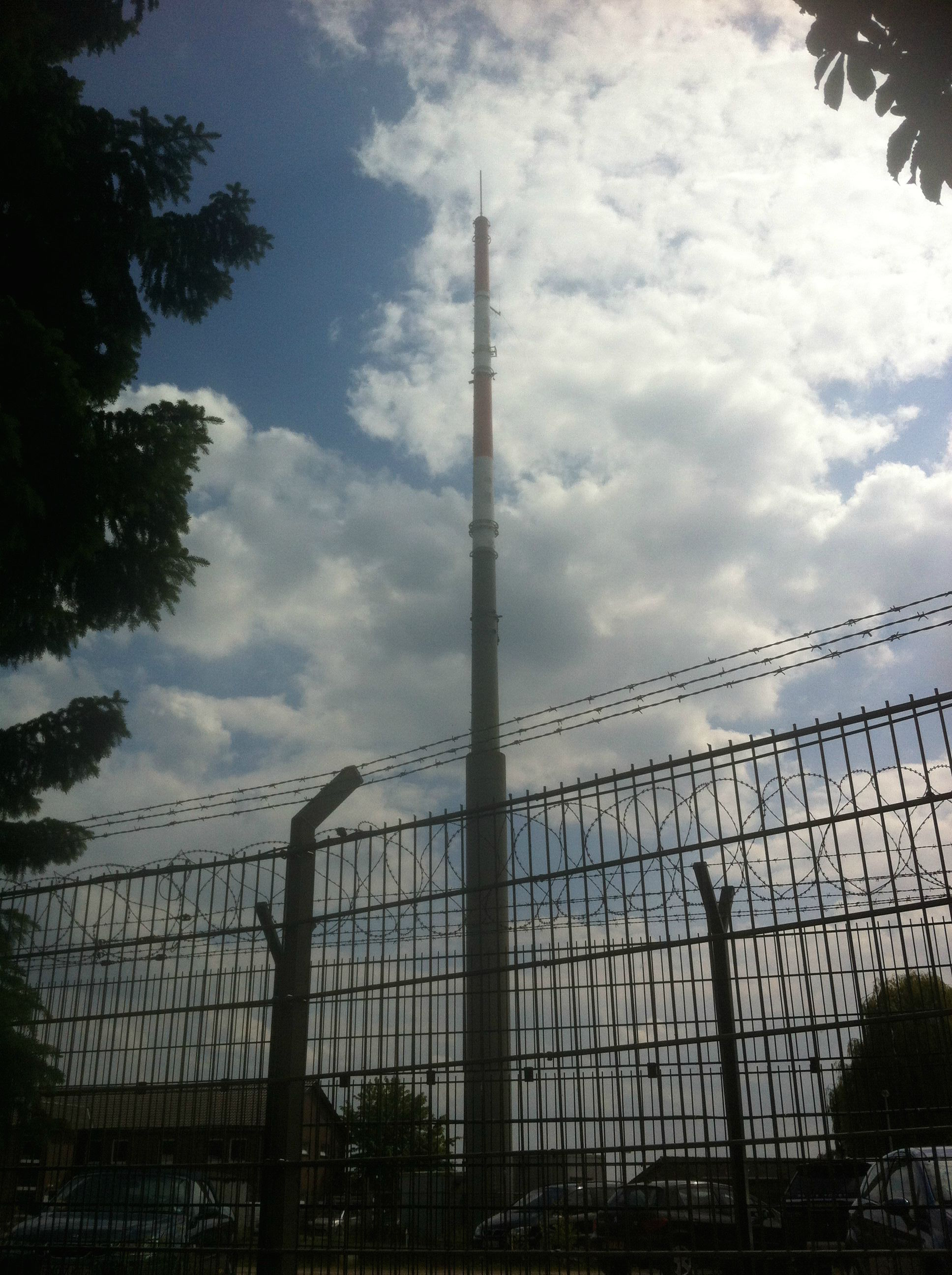
BFBS-Antenne auf dem Gelände der Wentworth-Kaserne

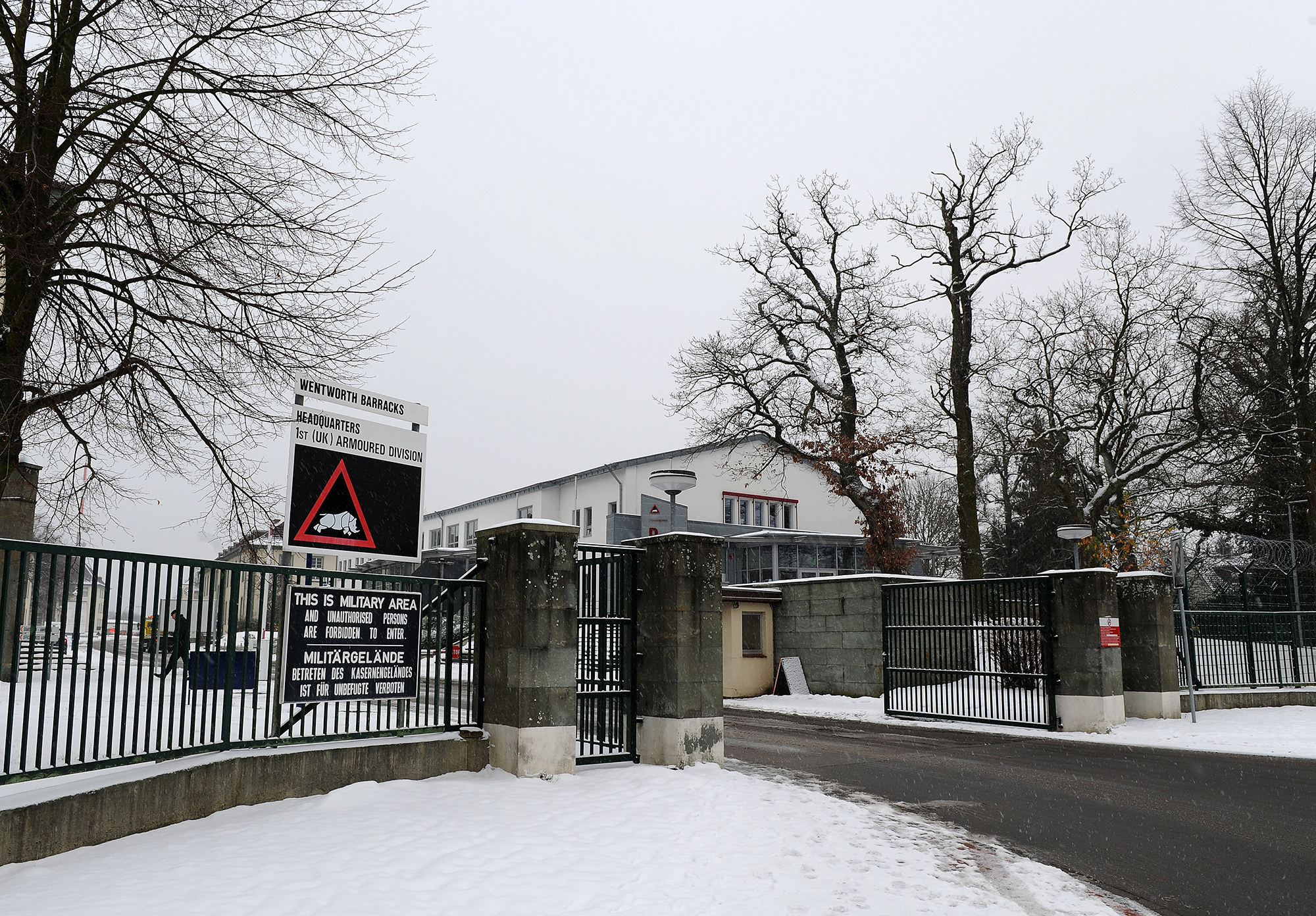
Haupttor zur Wentworth-Kaserne
an der Liststraße, rechts das später gebaute Konferenzzentrum mit Garnisons-Kino „Globe“

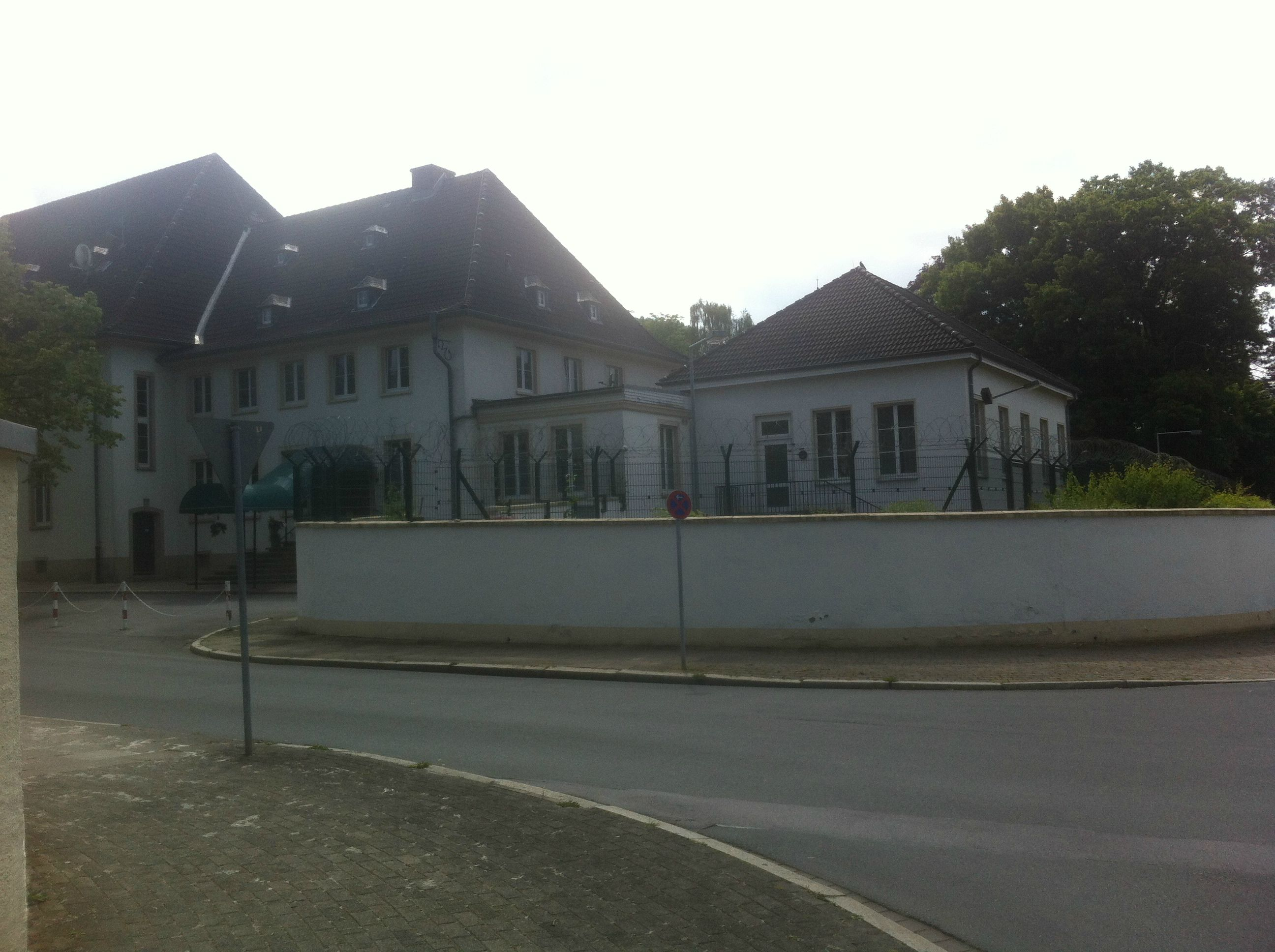
Offizierskasino an der Liststraße

### Wentworth-Kaserne

#### Bebauung
Auf einer Fläche von 9,6 Hektar zwischen der Vlothoer Straße, der Stadtholzstraße und der Ulmenstraße befanden sich sieben Kasernengebäude, die als Mannschaftsunterkünfte und für die Verwaltung genutzt wurden, eine Schule, ein Konferenzzentrum sowie weitere kleine Gebäude.

#### 1. Britische Panzerdivision
Im Jahre 1994 wurde die Britische Rheinarmee in Britische Streitkräfte in Deutschland umbenannt. Seitdem befand sich in der Wentworth-Kaserne an der Liststraße (zwischen Vlothoer Straße und Stadtholzstraße) das Hauptquartier der 1st (UK) Armoured Division (1. Britische Panzerdivision) unter der Leitung eines Generalmajors. Von dort wurden die britischen Einsatztruppen in Deutschland befehligt.

#### BFBS
Von Oktober 1990 bis Juli 2009 befand sich in einem Gebäude die Deutschlandzentrale des britischen Soldatensenders British Forces Broadcasting Service.

#### Konferenzzentrum, Kino und Schule
Innerhalb des Kasernengeländes gab es ein großes Divisionskonferenzzentrum mit dem britischen Kino „Globe“. Außerdem war bis Mitte Juli 2015 auf dem Gelände die Grundschule „Lister School“ mit zuletzt 260 Schülerinnen und Schülern angesiedelt.

#### Sportplatz
Auf dem Sportplatz innerhalb des Geländes fanden neben Sportveranstaltungen auch Wettbewerbe und Volksfeste, wie zum Beispiel deutsch-englische Freundschaftsfeste statt. Daneben gab es Tennis- und Hockeyplätze. Dort stand auch ein Sendemast zum Empfang der britischen BFBS-Radio- und Fernsehsender.

#### Offizierskasino
Gegenüber dem Eingang zur Wentworth-Kaserne an der Liststraße befand sich das Offizierskasino.

### Hammersmith-Kaserne

#### Bebauung
Auf einer Fläche von 10,1 Hektar zwischen der Vlothoer Straße, der Schumannstraße, der Straße „Stiftskamp“ und der Mozartstraße standen zehn Kasernengebäude, die als Mannschafts- und Verwaltungsgebäude genutzt wurden, eine Kantine, eine Sporthalle, ein Hangar für Hubschrauber, eine Tankstelle für Panzer und Lkw, diverse Werkshallen und Garagen, Pferdeställe und eine Reithalle. Der Reitstall „Saddle Club“ bot englischen Reitunterricht auch für deutsche Kinder an.
In der Garnisonskapelle fanden anglikanische Gottesdienste statt.
In den letzten Jahren ihres Bestehens hatte dort auch das deutschlandweit einzige Unternehmen seinen Sitz, das ehemaligen britischen Soldaten, die in Deutschland bleiben wollten, Arbeitsstellen in der Privatwirtschaft vermittelten.

#### Militärische Einheiten
In der Hammersmith-Kaserne waren zeitweise das 1st UK Armoured and Signal Regiment und das Hauptquartier der 4. Britischen Division stationiert.

### Harewood-Kaserne

#### Bebauung
Auf einer Fläche von 7,9 Hektar an der Mindener Straße zwischen der Saarstraße, der Petersstraße, der Straße „In der Ottelau“, der Straße „Steinbrink“ und der Memelstraße befanden sich sechs Kasernengebäude für Mannschaften und ein Unteroffizierskasino. In weiteren eingeschossigen Gebäuden befanden sich ein NAAFI-Shop bzw. Schulgebäude, diverse Lagerhallen und Garagen, eine Lkw-Waschanlage, eine Tankstelle und ein Swimming-Pool. In der Mitte des Geländes befand sich der Exerzierplatz.

#### Militärische Einheiten
In der Harewood-Kaserne waren, wie in der Hammersmith-Kaserne Teile des „1st UK Armoured and Signal Regiments“ stationiert. Zuletzt waren dort von 1992 bis 1994 die 9th/12th Royal Lancers stationiert.

### Maresfield-Kaserne
In der Maresfield-Kaserne war zuletzt das 7. Fernmelderegiment (7th Signal Regiment) stationiert.

### Weitere Einrichtungen

#### NAAFI
Von 1945 bis 1953 hatten die Britischen Besatzer ein Geschäftshaus an der Ecke Alter Markt/Bäckerstraße beschlagnahmt, um dort einen NAAFI-Shop einzurichten. 1953 wurde das Gebäude zurückgegeben und die NAAFI zog an die Waltgeristraße in zwei Gebäude aus dem Jahr 1936. Ein weiteres Gebäude wurde dort 1973 gebaut. In einem NAAFI-Shop, in dem die Soldaten und ihre Familien günstig einkaufen konnten, gab es insbesondere auch typisch britische Waren.

#### Sportplatz
Nördlich der Umgehungsstraße zwischen Werrestraße und Werre wurde von den britischen Streitkräften ein Sportplatz genutzt.

#### Schießstand
Im Stadtteil Schwarzenmoor gab es einen von den britischen Streitkräften betriebenen Schießstand.

#### Wohnsiedlungen
Auf einer Fläche von 53 Hektar wurden in Herford 29 Liegenschaften für die Familien der britischen Soldaten verwaltet. Neben den drei Kasernen und den oben aufgeführten Einrichtungen gehörten dazu fünf Wohnsiedlungen in den Bereichen Glatzer Straße, Alter Postweg, Adlerstraße, Goethestraße und Birkenstraße. 452 Wohnungen wurden von der Bundesanstalt für Immobilienaufgaben verwaltet und 122 Wohnungen waren angemietet.

### Personen
Anfang 2011 leisteten etwa 850 Soldaten in Herford ihren Dienst. Mit Zivilpersonal und Familien lebten etwa 2000 Briten in der Stadt. 50 Zivilangestellte arbeiteten für die Streitkräfte.
Prinzessin Anne besuchte in den Jahren 1974, 1979, 1982, 1993 und 2012 die Stadt Herford und die britischen Kasernen. Vom 25. bis 27. März 1974 war sie als Colonel-in-Chief bei den dort stationierten 14th/20th King´s Hussars. Außerdem war sie anlässlich des britischen Leichtathletik-Morrison Cups am 22. Juni 1979 im Jahnstadion und zur Regimental Ceremonial Parade beim Royal Corps of Signals. Am 9. Juni 1982 und am 8. Juni 1993 besuchte sie das 7. Fernmelderegiment und am 31. Mai 2012 ehrte Anne in der Hammersmith-Kaserne Funker der 1. Britischen Panzerdivision für deren Einsatz in Afghanistan. 1974 und 2012 handelte es sich um offizielle Besuche der Stadt Herford, bei denen sich die Prinzessin in das Goldene Buch der Stadt eintrug.

## Standortschließung

### Maresfield-Kaserne
Bereits 1994 wurde die Maresfield-Kaserne beiderseits der Stadtholzstraße aufgegeben. Dort befinden sich seitdem der Sportpark Waldfrieden sowie eine neue in den Wald geplante Wohnsiedlung.

### Abzug der Britischen Streitkräfte
Im Oktober 2010 kündigte der britische Premierminister David Cameron im britischen Unterhaus an, dass die rund 20.000 britischen Soldaten bis 2020 vollständig aus Deutschland abgezogen werden sollen. Grund ist die Neustrukturierung der Britischen Armee unter der Bezeichnung Army 2020.
Am 1. Juni 2015 wurde die 1st (UK) Armoured Division von Herford nach York verlegt. Bereits ein Jahr zuvor wurde die Einheit in 1st (United Kingdom) Division bzw. 1st Division (Vereinigtes Königreich) umbenannt, da in der Division zukünftig keine schweren Panzer mehr eingesetzt werden sollen.

### Harewood-Kaserne
Im Juli 2015 wurde die Harewood-Kaserne an der Mindener Straße geschlossen. Seit August 2015 befindet sich dort eine Zentrale Unterbringungseinrichtung des Landes Nordrhein-Westfalen.

### Hammersmith-Kaserne
Die Hammersmith-Kaserne wurde im Dezember 2015 geräumt. Auf einem Teil der Fläche war von Februar bis September 2016 eine Erstaufnahmeeinrichtung für Flüchtlinge.

### Wentworth-Kaserne
Auf dem Gelände der ebenfalls im Dezember 2015 übergebenen Wentworth-Kaserne zwischen der Vlothoer Straße und der Stadtholzstraße wurde im Herbst 2017 der Bildungscampus Herford eröffnet. Erster Nutzer ist eine Außenstelle der Fachhochschule für Finanzen Nordrhein-Westfalen (FHF) mit 160 Studierenden und 14 Lehrkräften.

## Denkmalschutz
Im Jahr 2005 sind Bereiche der Wentworth-Kaserne und des Offizierskasinos an der Liststraße in die Denkmalliste der Stadt Herford aufgenommen worden. Unter Denkmalschutz stehen das konstruktive Gerüst, die äußere Gestaltung und die Treppenhäuser der fünf Mannschaftsgebäude, das Wirtschaftsgebäude und das Trafohäuschen mit der Uhr auf dem Dach. Das Offizierskasino steht ohne einen 1998/99 errichteten Anbau unter Denkmalschutz.
Die ältere Hammersmith-Kaserne steht nicht auf der Denkmalliste, da sie in der Vergangenheit in Teilbereichen stärker verändert wurde.

## Bundeswehr
Als einzige Bundeswehreinrichtung in der Stadt befand sich von 1956 bis Ende 2013 zunächst an der Mindener Straße, dann an der Wittekindstraße das Kreiswehrersatzamt (KWEA) Herford. Der Einzugsbereich umfasste seit der Gründung der Bundeswehr die Kreise Herford und Minden-Lübbecke beziehungsweise vor den Kreisreformen 1969 und 1973 die Kreise Herford, Minden, Lübbecke und die kreisfreie Stadt Herford. Nachdem die Kreiswehrersatzämter in Bielefeld und Detmold aufgelöst worden waren, war es ab 2007 für die Erfassung der Wehrpflichtigen in der Stadt Bielefeld und den Kreisen Gütersloh, Herford und Lippe zuständig. Gemäß dem Stationierungskonzept 2011 wurde das Kreiswehrersatzamt mit seinen 60 Dienstposten Ende 2013 geschlossen. Stattdessen wurde Anfang 2014 im Haus der Agentur für Arbeit an der Hansastraße ein Karriereberatungsbüro mit sechs Dienstposten eingerichtet, das im September 2022 in die Bäckerstraße umgezogen ist.